# Fysostigmin
Fysostigmin, eller eserin, är en parasymptomimetisk alkaloid, närmare bestämt en reversibel kolinesterashämmare. Den förekommer naturligt i kalabarbönan, (Physostigma venenosum). Denna växt är ursprungligen hemmahörande i Västafrika, men odlas i Indien och Brasilien. Det är de i fröna befintliga hjärtbladen, som innehåller fysostigmin, samt ytterligare en giftig alkaloid, kalabarin.
Den kemiska föreningen sammanställdes första gången år 1935 av kemisterna Percy Lavon Julian och Josef Pikl. Den är tillgänglig i USA under varumärkena Antilirium, Eserin salicylat, Isopto Eserin och Eserin Sulfate.
Läkemedel, ögondroppar, med denna substans är numera avregistrerade på den svenska marknaden, men kan erhållas efter särskild ansökan, så kallad licensansökan.

## Farmakologi
Fysostigmin verkar genom att störa metabolismen av acetylkolin. Det är en kovalent hämmare av acetylkolinesteras - det enzym som ansvarar för nedbrytningen av acetylkolin i synapsen i de neuromuskulära förbindelserna. Det stimulerar indirekt både nikotinsyra- och muskarinreceptorerna.

## Kliniska användningsområden
Fysostigmin används för att behandla myasthenia gravis, glaukom, Alzheimers sjukdom och fördröjd magsäckstömning. Det har visat sig förbättra korttidsminnet (Krus et al. 1968[källa behövs]). Nyligen har det börjat användas vid behandling av ortostatisk hypotoni.
Eftersom det är en tertiär amin (och därmed inte vätebindande, vilket gör det mer hydrofobiskt), kan det passera blod-hjärnbarriären, och fysostigminsalicylat kan användas för att behandla effekter på centrala nervsystemet av atropin, skopolamin och andra antikolinerga överdoser narkotika.
Fysostigmin är förstahandsval av motgift för förgiftning av spikklubba (Datura stramonium). Det är också ett motgift mot förgiftning av belladonna (Atropa belladonna), liksom för atropin. Det har också använts som ett motgift mot förgiftning av GHB, men har dålig effekt och orsakar ofta ytterligare förgiftning, varför det inte rekommenderas.

## Biverkningar
En överdos kan orsaka kolinerga symtom som illamående, kräkningar, diarré, anorexi, yrsel, huvudvärk, magont, svettningar, dyspepsi och kramper.